# ゾロトゥルン

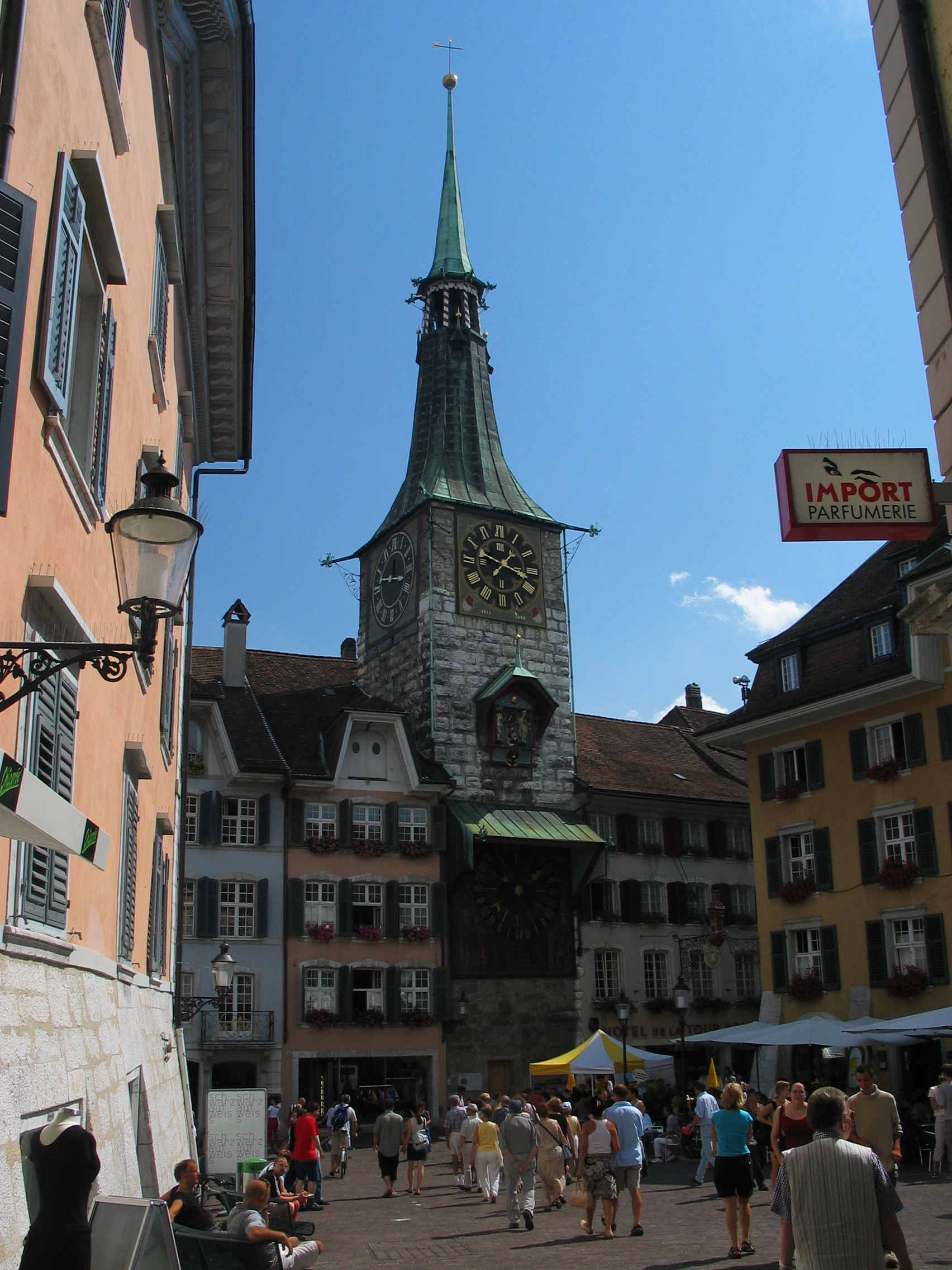
時計塔Zeitglockenturm

ゾロトゥルン（標準ドイツ語: Solothurn、スイスドイツ語: Soledurn、フランス語: Soleure、イタリア語: Soletta）は、スイスの都市。ゾロトゥルン州の州都。ゾロトゥルン地区の唯一の自治体である。

## 地理
ゾロトゥルンはアーレ川沿いにあり、ジュラ山脈の麓にある。

## 歴史
ケルト人の定住地が14年から37年頃ローマ皇帝クラウディウスにより改名され、サロドゥルム（Salodurum）の名でローマの要塞となっていった。南東からライン川へ接近する戦略上の要地であった。
中世、定住地はローマ時代の要塞遺跡周辺に成長し、聖ゾロトゥルンのウルズス（マクシミアヌス帝時代に殉教したテーベ軍団の一員）へ捧げられた聖ウルズス聖堂のある巡礼地であった。1127年、町はツェーリンゲン家が獲得し、その後裔の絶えた1218年に帝国自由都市となった。1295年にベルンと同盟した後、スイス連邦の一部となった。1382年、ハプスブルク軍がゾロトゥルンを攻撃し、市はゼンパッハの戦いに巻き込まれた。2年後の条約によって、ハプスブルク家は市の領有を宣言した。15世紀には近隣の領土を加え拡大し、おおまかに現在のゾロトゥルン州と同じ大きさとなった。
1481年、スイス連邦の完全な構成市となった。1530年から1792年の間、フランスの駐スイス大使がゾロトゥルンに駐在した。1817年10月15日、ポーランドの国民的英雄タデウシュ・コシチュシュコはゾロトゥルンで死に、地元の墓地に埋葬された。
1828年、ゾロトゥルンにはバーゼル司教座がおかれた。

## 建築物
ゾロトゥルンは、スイス最大のバロック様式の都市と呼ばれる。旧市街は1530年から1792年にかけ建設され、イタリア、フランスの影響、スイスの観念が組み合わされた建築様式を見せている。 
1980年、ゾロトゥルンは建築遺産の保護と発展への取り組みを評価され、ヴァッカー賞（en:Wakker Prize）を獲得した。

### 見どころ
- 旧市街
- 時計台 (Zeitglockenturm, 12世紀)
- 聖ウルズス聖堂　-　1773年完成
- イエズス会派教会(Jesuitenkirche, 1689年完成)
- ヴァルデック城
- ランドハウス
- ベゼンヴァル宮殿
- ビエンヌ門
- バーゼル門

## 11にちなむもの
ゾロトゥルンは「11」という数字と深くかかわっており、ゾロトゥルン州は、スイス連邦に加盟した11番目のカントンである。ゾロトゥルン市内には11の教会と礼拝堂があり、11の歴史ある噴水と11の塔がある。聖ウルズス聖堂には11の祭壇と11の鐘があり、聖堂正面の階段の段数は平均11段である。
地元のビール醸造所は、11を意味するスイスドイツ語でÖufiといい、同名のビールを製造している。

## 姉妹都市
- ハイルブロン, ドイツ
- クラクフ, ポーランド
- ル・ランドロン, スイス